# AKA... What a Life!
AKA... What a Life! è un singolo del gruppo musicale britannico Noel Gallagher's High Flying Birds, il secondo estratto dall'album di debutto omonimo. È stato pubblicato il giorno 11 settembre 2011 in download digitale e il successivo 17 ottobre nei formati CD e 45 giri.

## Il brano
Scritta e cantata da Noel Gallagher e prodotta da David Sardy, AKA... What a Life! è la sesta traccia dell'album Noel Gallagher's High Flying Birds. È stata descritta dalla rivista Mojo come un brano «guidato da un pianoforte martellante che ricorda la musica house degli esordi, avvolto in un mantello di acid rock, con chitarre stridenti e cori di whoo-oo nello stile di Sympathy for the Devil dei Rolling Stones.» Secondo quanto dichiarato dallo stesso autore, il brano è nato come una bozza acustica ispirata ai The Kinks ma si è poi evoluto in qualcosa di completamente diverso:
Dopo aver registrato in studio una demo introducendo il basso, la batteria ed il pianoforte, Noel ha definito la canzone come "fottuta disco music":
In un'intervista per NME ha poi aggiunto:
La canzone ha visto il debutto il 1º settembre 2011 in uno spot della casa automobilistica inglese Vauxhall pubblicato su YouTube, che ne includeva un estratto. Il brano completo è stato invece trasmesso per la prima volta dall'emittente britannica Absolute Radio il 5 settembre e poche ore dopo è stato diffuso dal canale ufficiale YouTube del cantautore. Nelle settimane successive Noel Gallagher ne ha presentato varie versioni acustiche per alcune radio europee, tra cui l'italiana RTL 102.5.
Due diversi remix ufficiali di AKA... What a Life! sono stati diffusi nei mesi successivi: il primo, ad opera del gruppo trip hop britannico U.N.K.L.E., non è mai stato messo in vendita ufficialmente ma è stato utilizzato nella colonna sonora del videogioco F1 2012 (insieme alla versione originale). Il secondo, curato dal duo psichedelico degli Amorphous Androgynous, è stato pubblicato nel luglio 2012 come lato B del singolo Everybody's on the Run.
In aggiunta, una versione demo del brano intitolata Ride the Tiger AKA What a Life! è stata inserita nel disco bonus Faster than the Speed of Magic (incluso nelle edizioni speciali dell'album dal vivo International Magic Live at The O2 del 2012).

## Lato B
Il lato B del singolo è Let the Lord Shine a Light on Me, una canzone dalle sonorità più dark (per questo associata da alcuni a Gas Panic! degli Oasis) contraddistinta da un progressivo crescendo e dal lungo assolo eseguito da una voce femminile. Il brano è stato reso pubblico sul canale YouTube di Noel Gallagher a partire dal 3 ottobre 2011, ma una sua versione strumentale era precedentemente apparsa in sottofondo nel video dietro le quinte di The Death of You and Me.
Come avvenuto per il lato A, anche Let the Lord Shine a Light on Me ha subito un remix ufficiale da parte del collettivo musicale degli U.N.K.L.E.. Questa versione, seppur ufficialmente non disponibile per l'acquisto, è stata utilizzata come colonna sonora all'interno di un certo numero di produzioni televisive, tra cui Top Gear.

## Video musicale
Il videoclip della canzone, diretto da Mike Bruce e Blake West, e costituisce l'ultimo capitolo della trilogia Ride the Tiger, concludendo la vicenda mostrata nelle clip dei due singoli If I Had a Gun... e The Death of You and Me. Il cast principale è composto dallo stesso Noel Gallagher, che interpreta un personaggio noto come The Light, da Russell Brand nei panni della sua nemesi The Dark e da Devon Ogden nel ruolo della cameriera della tavola calda, già protagonista di The Death of You and Me. Il debutto del video è avvenuto il 6 ottobre 2011 sul canale ufficiale YouTube dell'artista.

## Tracce
CD e 45 giri
1. AKA... What a Life! (album version) – 4:25
2. Let the Lord Shine a Light on Me - 4:16

Download digitale
1. AKA... What a Life! (album version) – 4:25
2. Let the Lord Shine a Light on Me - 4:16
3. AKA... What a Life! (video)

## Classifiche
| Classifica (2011)         | Posizione massima |
| ------------------------- | ----------------- |
| Belgio (Fiandre)          | 70                |
| Belgio (Vallonia)         | 83                |
| Giappone                  | 49                |
| Regno Unito               | 20                |
| Regno Unito (independent) | 3                 |
| Scozia                    | 15                |
| Stati Uniti (alternative) | 34                |